# پرسی ریس
پرسی ریس (انگلیسی: Percy Rees; ۲۷ سپتامبر ۱۸۸۳ – ۱۲ ژوئن ۱۹۷۰) بازیکن هاکی روی چمن اهل بریتانیا بود.